# فستان زفاف جاكلين كينيدي
إرتدته جاكلين بوفير أو جاكلين كنيدي اوناسيس في زفافها لجون كينيدي في 12 سبتمبر 1953. يعد الفستان واحدًا من أفضل وأشهر فساتين الأعراس، وأيقونة في عالم الموضة.
صممت الفستان آن لو، ويبلغ طوله 15 متر أو 49 قدم من التفتة وهو نسيج حريري رقيق، أمّا غطاء الرأس فكان لجدتها، ارتدته في حفل زفافها، وهو من الدانتيل. وبالرغم من أن آن لو من صمّم الفستان إلا أن كل من سأل جاكلين عن مصصمه، كانت تجيب أن صممته امرأة سمراء البشرة ولا تذكر اسمها.

## تصميم الفستان
صممت الفستان آن لوي «وهي مصصمة فساتين أعراس أمريكية - إفريقية إشتهرت بتصمميم أزياء الأثرياء والمشاهير» وجاء تصميمها عباره عن فتحة صدر مفتوح حيث تظهر المنطقة أسفل الرقبة وحتى بداية الكتفين، وهذا التصميم يسمى بفتحة البورتريه وسمي بهذا الأسم لأنه يبرز معالم الوجه. أمّا الجزء السفلي من الفستان فمن منطقة الخصر وحتى النهاية يأخذ شكل U مقلوبة. لم ترتدِ جاكلين الكثير من المجوهرات، لكن ما ارتدته كان مميزًا: بروش على شكل ورقة شجر اهداه لها والداها، وأسورة من الماس أهداها لها جون كينيدي قبل الزفاف بيوم، ضفيرة من اللؤلؤ توارثته عائلتها.

## اقرأ ايضًا
- فستان زفاف الملكة فيكتوريا
- فستان زفاف ديانا سبنسر
- فستان زفاف غريس كيلي